# Jub Mönster

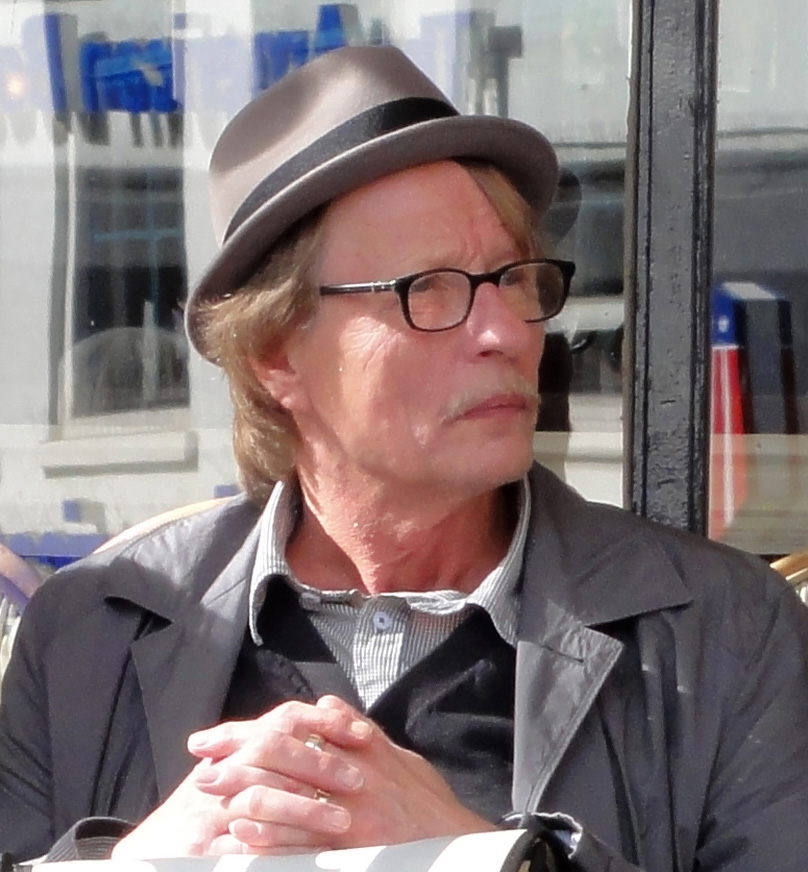
Jub Mönster

Jub Mönster (* 1949 in Oldenburg; bürgerlich Bernd Werner Joseph Mönster) ist ein deutscher Maler und Zeichner.

## Biografie

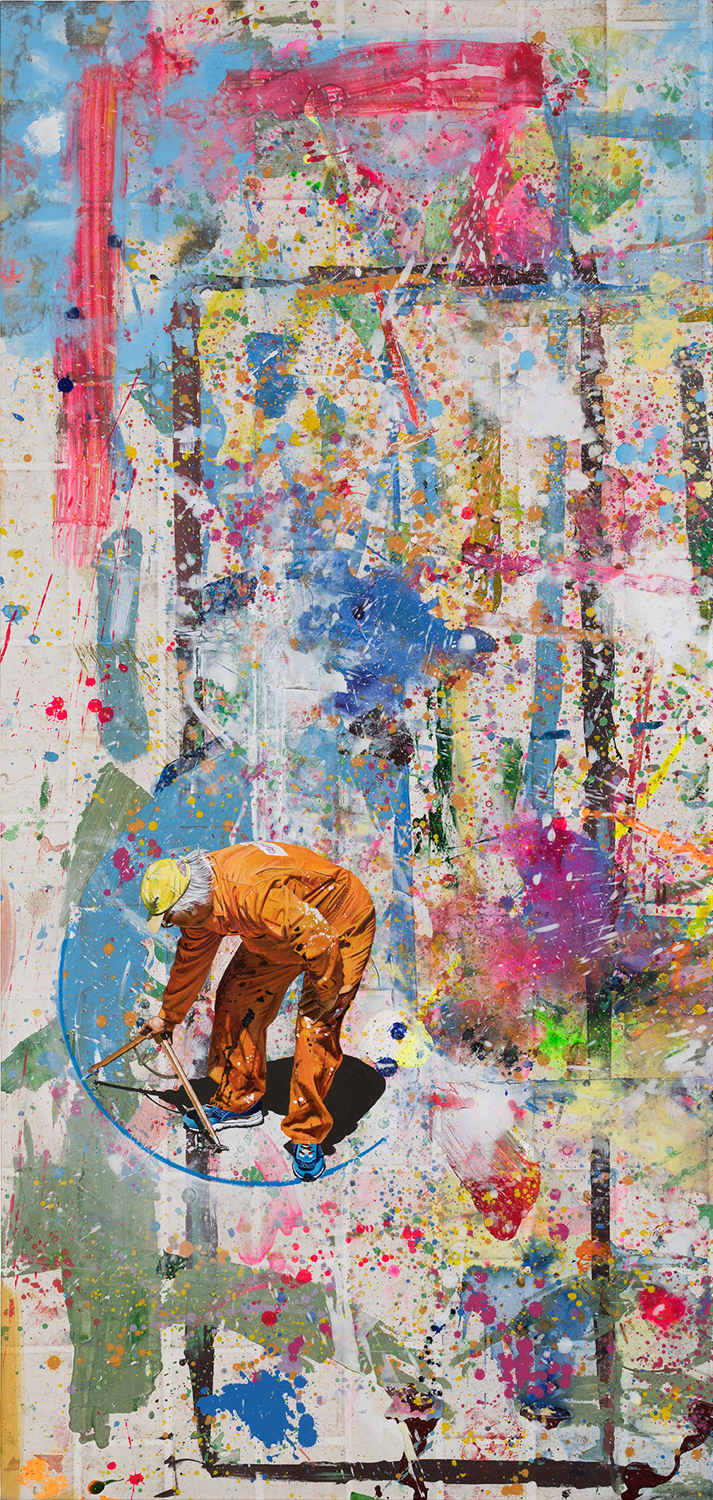
„Kleines Zirkeltraining“, Oel und Acryl auf Leinen (2021)

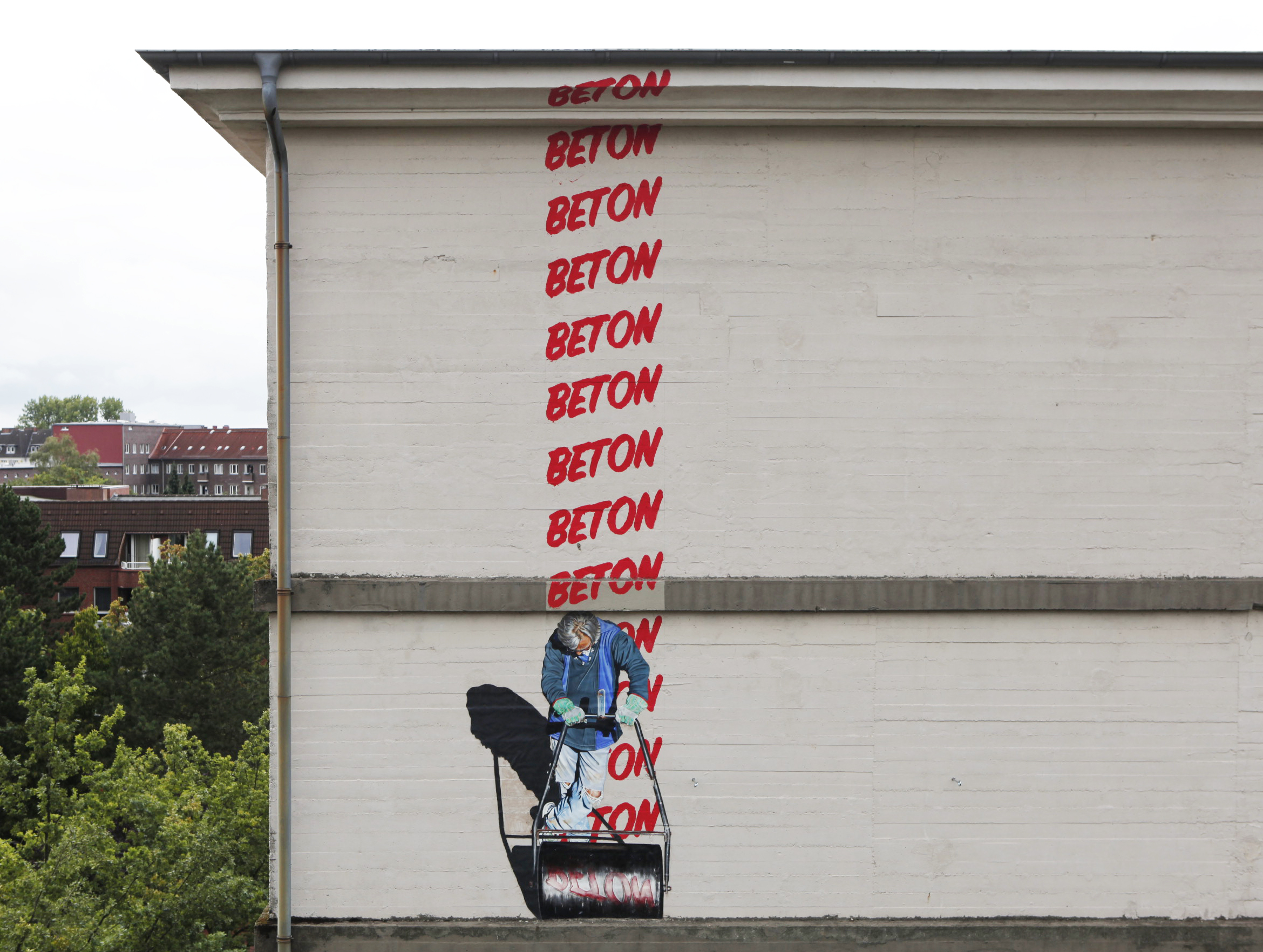
„Mörtelmaker“, Hamburg (2015)

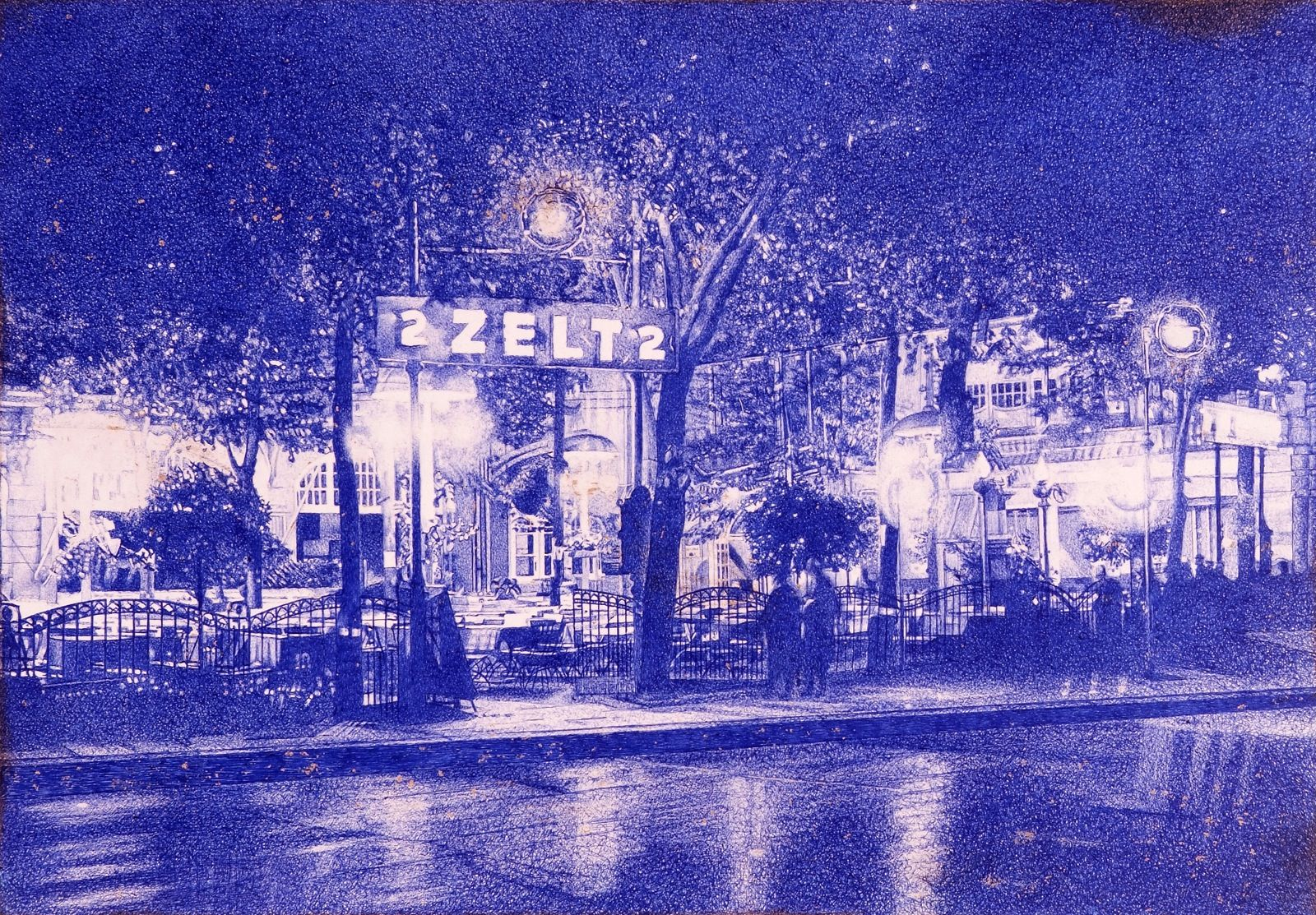
„Wayside Chapel“, Kugelschreiber auf Resopal (2012)

Jub Mönster studierte von 1970 bis 1976 Freie Malerei, Plastik, Fotografie und Film an der Hochschule für Gestaltung in Bremen. Von 1977 bis 1983 absolvierte er ein Studium in den Fachbereichen Kunst und Technisches Werken an der Universität Bremen und legte dort das Erste Staatsexamen für das Lehramt an Gymnasien ab. Bereits im Jahre 1972 wurden seine Arbeiten in einer ersten Einzelausstellung in der Kleine Galerie in Oldenburg gezeigt. 1978 war er an der Große Oldenburger Kunstausstellung im Oldenburger Stadtmuseum beteiligt. In den Folgejahren nahm er an zahlreichen Einzel- und Gruppenausstellungen in Polen, in der Sowjetunion, Bulgarien, Jugoslawien und Italien teil.
Seit 1979 entstanden außerdem mehr als 40 großflächige Wandbilder im In- und Ausland.
1987 konnte das erste von Jub Mönster illustrierte Kinderbuch  Mein verlorenes Land von Huynh Quang Nhuong den deutschen Jugendliteraturpreis gewinnen. Im selben Jahr wurde das von ihm illustrierte Buch Soheila oder Ein Himmel aus Glas von Hansjörg Betschart mit dem Luchs der Wochenzeitschrift Die Zeit ausgezeichnet. Dies führte in den Folgejahren zu zahlreichen Auftragsarbeiten für Kinder- und Jugend-Literatur in Deutschland, Österreich und der Schweiz.
Das von dem Künstler im Jahre 2000 gegründete Baukunst-Projekt für Langzeitarbeitslose, wurde im Jahr 2009 mit dem Preis 365 Orte, Deutschland, Land der Ideen vom Bundespräsidenten Horst Köhler und er selbst für sein soziales Engagement 2010 mit der Bremer Trommel im Rathaus ausgezeichnet.
2018 wurden circa 800 Dias seiner seit den 1970er Jahren in Paris aufgenommenen Fotoserien 'Gaz de Paris-Anschlüsse' in den Bestand der Bibliothèque historique de la ville de Paris aufgenommen.
Jub Mönster war 1980 Gründungsmitglied der Gesellschaft für Aktuelle Kunst in Bremen, Preisträger mehrerer Wettbewerbe und wurde mit Stipendien u. a. in Norwegen, Frankreich und Italien ausgezeichnet. Seit 2016 ist er Mitglied im Deutschen Künstlerbund. Seine Werke finden sich in zahlreichen privaten und öffentlichen Sammlungen.

## Ausstellungen (Auswahl)
- 1980: Gruppe Grün, Orangerie Kassel
- 1991: Mit leichtem Gepäck, Nationalgalerie Dakar, Senegal
- 1997: L’exposition Paul-Louis Weiller, Académie des Beaux-Arts, Paris
- 2002: Deutsches Filmmuseum, Frankfurt
- 2004: Walter Benjamin und die Kunst der Gegenwart, Haus am Waldsee, Berlin
- 2009: Kunstkreis Hameln
- 2013: '899 km Bremen-Salzburg' Traklhaus Salzburg, Österreich
- 2013: Sammlung Klöcker, Lehmbruckmuseum Duisburg
- 2015: 'Lichtenberg Reloaded', Kunsthalle Marburg
- 2016: Kunstverein Potsdam
- 2019: Haus der Kunst, Graz
- 2021: 'Still Alive', Deutscher Künstlerbund, Berlin
- 2022: 'Remix. Einblicke in die Sammlung zeitgenössischer Kunst', Kunsthalle Bremen[2]
- 2023: 'Gaz d´inspiration', Maison Heinrich Heine, Paris[3]
- 2024: 'Blues', Landesmuseum in Oldenburg[4]